# Северен регион (Бразилия)
Вижте пояснителната страница за други значения на Северен регион.
Северният регион (на португалски: Região Norte) е един от петте административни региона на Бразилия. Има площ 3 853 327 km². Населението на региона е 18 182 253 жители (по приблизителна оценка от юли 2018 г.).
Включва 7 щата:
- Акри
- Амапа
- Амазонас
- Пара
- Рондония
- Рорайма
- Токантинс